# Son Boscana
Son Boscana és una possessió del terme de Llucmajor, Mallorca. Està situada a la marina, devora la possessió de Merola, prop de la carretera que uneix Llucmajor amb s'Estanyol de Migjorn.

## Restes arqueològiques
A uns 600 m al mestral de les cases hi ha la Cova de Son Boscana, una cova d'enterrament, amb diàmetres perpendiculars de 8,0 i 9,4 m i una alçada mitjana de 2,5 m. Al paladar hi ha un forat per ruptura de 2,3 per 3,6 m. Per accedir a la cambra hi ha un corredor orientat al mestral, de 3,3 m de llargària i 0,85 m d'amplària mitjana, que se suposa estava cobert per lloses, i que actualment està obert. A l'entrada hi ha unes estries per posar-hi la llosa de tancament.